# Sophie von Hohenberg
Principessa Sophie di Hohenberg (in tedesco Prinzessin Sophie von Hohenberg, nome completo Sophie Marie Franziska Antonia Ignatia Alberta von Hohenberg, in ceco: Žofie z Hohenbergu; Castello di Konopiště, 24 luglio 1901 – Thannhausen, 27 ottobre 1990) era l'unica figlia femmina dell'arciduca d'Austria Francesco Ferdinando e della moglie morganatica Sophie, duchessa di Hohenberg.

## Biografia
A seguito dell'assassinio dei suoi genitori, Sophie ed i suoi fratelli Maximilian e Ernst vennero adottati da principe Jaroslav von Thun und Hohenstein, uno dei migliori amici di Francesco Ferdinando. Al termine della prima guerra mondiale, le proprietà della famiglia di Sophie a Konopiště e a Chlumec nad Cidlinou vennero confiscate dal governo della Cecoslovacchia e i tre bambini si trasferirono a Vienna.
Nel 1938, a seguito dell'Anschluss, i suoi fratelli Maximilian e Ernst vennero arrestati dalla Gestapo a seguito di dichiarazioni antinaziste e deportati nel campo di concentramento di Dachau. Le loro proprietà in Austria vennero confiscate dai nazisti . Entrambi sopravvissero alla prigionia e dopo il crollo del Terzo Reich e la loro liberazione, il castello di Artstetten è stato restituito alla famiglia.

## Ascendenza
|                                           |                         |                                       | Genitori                                    |  |  | Nonni |  |  | Bisnonni                         |  |  | Trisnonni                     |  |
|                                           |                         |                                       |                                             |  |  |       |  |  | Francesco Carlo d'Asburgo-Lorena |  |  | Francesco II d'Asburgo-Lorena |  |
|                                           |                         |                                       |                                             |  |  |       |  |  | Francesco Carlo d'Asburgo-Lorena |  |  | Francesco II d'Asburgo-Lorena |  |
|                                           |                         | Maria Teresa di Borbone-Due Sicilie   |                                             |  |  |       |  |  | Francesco Carlo d'Asburgo-Lorena |  |  |                               |  |
| Carlo Ludovico d'Asburgo-Lorena           |                         |                                       |                                             |  |  |       |  |  | Francesco Carlo d'Asburgo-Lorena |  |  |                               |  |
|                                           |                         | Sofia di Baviera                      | Massimiliano I di Baviera                   |  |  |       |  |  |                                  |  |  |                               |  |
|                                           |                         | Sofia di Baviera                      | Massimiliano I di Baviera                   |  |  |       |  |  |                                  |  |  |                               |  |
|                                           |                         | Sofia di Baviera                      | Carolina di Baden                           |  |  |       |  |  |                                  |  |  |                               |  |
| Francesco Ferdinando d'Asburgo-Este       |                         | Sofia di Baviera                      |                                             |  |  |       |  |  |                                  |  |  |                               |  |
|                                           |                         | Ferdinando II delle Due Sicilie       | Francesco I delle Due Sicilie               |  |  |       |  |  |                                  |  |  |                               |  |
|                                           |                         | Ferdinando II delle Due Sicilie       | Francesco I delle Due Sicilie               |  |  |       |  |  |                                  |  |  |                               |  |
|                                           |                         | Ferdinando II delle Due Sicilie       | Maria Isabella di Borbone-Spagna            |  |  |       |  |  |                                  |  |  |                               |  |
| Maria Annunziata di Borbone-Due Sicilie   |                         | Ferdinando II delle Due Sicilie       |                                             |  |  |       |  |  |                                  |  |  |                               |  |
|                                           |                         | Maria Teresa d'Asburgo-Teschen        | Carlo d'Asburgo-Teschen                     |  |  |       |  |  |                                  |  |  |                               |  |
|                                           |                         | Maria Teresa d'Asburgo-Teschen        | Carlo d'Asburgo-Teschen                     |  |  |       |  |  |                                  |  |  |                               |  |
|                                           |                         | Maria Teresa d'Asburgo-Teschen        | Enrichetta di Nassau-Weilburg               |  |  |       |  |  |                                  |  |  |                               |  |
| Sophie von Hohenberg                      |                         | Maria Teresa d'Asburgo-Teschen        |                                             |  |  |       |  |  |                                  |  |  |                               |  |
|                                           | Karl Chotek von Chotkow | Rudolf Chotek von Chotkowa und Wognin |                                             |  |  |       |  |  |                                  |  |  |                               |  |
|                                           | Karl Chotek von Chotkow | Rudolf Chotek von Chotkowa und Wognin |                                             |  |  |       |  |  |                                  |  |  |                               |  |
|                                           | Karl Chotek von Chotkow | Maria Sidonia von Clary und Aldringen |                                             |  |  |       |  |  |                                  |  |  |                               |  |
| Bohuslaw Chotek von Chotkow               | Karl Chotek von Chotkow |                                       |                                             |  |  |       |  |  |                                  |  |  |                               |  |
|                                           |                         | Marie Berchtold von Ungarschitz       | Anton Berchtold von Ungarschitz             |  |  |       |  |  |                                  |  |  |                               |  |
|                                           |                         | Marie Berchtold von Ungarschitz       | Anton Berchtold von Ungarschitz             |  |  |       |  |  |                                  |  |  |                               |  |
|                                           |                         | Marie Berchtold von Ungarschitz       | Marie Anna Franziska Huszár de Szent-Baráth |  |  |       |  |  |                                  |  |  |                               |  |
| Sophie Chotek von Chotkowa                |                         | Marie Berchtold von Ungarschitz       |                                             |  |  |       |  |  |                                  |  |  |                               |  |
|                                           |                         | Joseph Kinsky von Wchinitz und Tettau | Ferdinand Kinsky von Wchinitz und Tettau    |  |  |       |  |  |                                  |  |  |                               |  |
|                                           |                         | Joseph Kinsky von Wchinitz und Tettau | Ferdinand Kinsky von Wchinitz und Tettau    |  |  |       |  |  |                                  |  |  |                               |  |
|                                           |                         | Joseph Kinsky von Wchinitz und Tettau | Maria Charlotte von Kerpen                  |  |  |       |  |  |                                  |  |  |                               |  |
| Wilhelmine Kinsky von Wchinitz und Tettau |                         | Joseph Kinsky von Wchinitz und Tettau |                                             |  |  |       |  |  |                                  |  |  |                               |  |
|                                           |                         | Marie Czernin von Chudenitz           | Volfgang Maria Czernin von Chudenitz        |  |  |       |  |  |                                  |  |  |                               |  |
|                                           |                         | Marie Czernin von Chudenitz           | Volfgang Maria Czernin von Chudenitz        |  |  |       |  |  |                                  |  |  |                               |  |
|                                           |                         | Marie Czernin von Chudenitz           | Antonie of Salm-Neuburg                     |  |  |       |  |  |                                  |  |  |                               |  |
|                                           |                         | Marie Czernin von Chudenitz           |                                             |  |  |       |  |  |                                  |  |  |                               |  |

## Riferimenti nella cultura di massa
È citata nell'episodio Vienna, novembre 1908 (2x11) della serie Le avventure del giovane Indiana Jones, come prima "cotta adolescenziale" del giovane Indy, il quale si innamora della principessa Sophie von Hohenberg (Amalie Ihle Alstrup). I suoi sforzi per trascorrere del tempo con lei rischiano di portare la famiglia Jones a un incidente diplomatico. Affranto, Indy chiede consiglio agli stimati membri della prima conferenza psicoanalitica al mondo, ma le parole di saggezza offerte da Sigmund Freud, Carl Gustav Jung e Alfred Adler gli sono di scarso aiuto. Nonostante la giovane età, Indy mostra la sua tipica tenacia e impulsività assaltando il palazzo custodito per fare a Sophie un regalo d'addio... un globo con la neve di Vienna; lei ricambio, oltre con il loro "primo bacio", con un medaglione con foto, solo intravisto nell'episodio Africa Orientale Tedesca, 1916 (1×3), che salvò la vita a Indy fermando un proiettile.